# Pinus orthophylla
Pinus orthophylla — це вид гірських хвойних дерев роду сосна родини соснових. Згідно з Plants of the World Online і МСОП цей таксон є синонімом до Pinus fenzeliana.

## Поширення
Країни зростання: Китай (провінції: Ґуандун, Хайнань, Ґуансі, Хунань), В'єтнам.